# Arroyo Tala de Castro
Der Arroyo Tala de Castro ist ein Fluss in Uruguay.
Der Arroyo Tala de Castro entspringt in der westlichen Flanke der Cuchilla de Castro. Der Fluss hat eine Länge von etwa 20 Kilometern und verläuft durch ein fruchtbares Tal auf dem Gebiet des Departamentos Florida. Er mündet schließlich beim Paso de la Barra rechtsseitig in den Arroyo de Castro.